# Antti Pihlström
Antti Sakari Pihlström, född 22 oktober 1984 i Vanda, är en finländsk professionell ishockeyspelare som spelar för HK CSKA Moskva i KHL.
Säsongerna 2007–08 och 2008–09 spelade Pihlström för Nashville Predators i NHL samt för Milwaukee Admirals i AHL. Inför säsongen 2009–10 skrev Pihlström på för Färjestads BK i Elitserien där han spelade 43 matcher. I SM-liiga har Pihlström representerat Esbo Blues, SaiPa, HPK och JYP.
Genombrottet kom i VM i Québec år 2008 där Pihlström gjorde 5 mål och 2 assist för totalt 7 poäng på 9 matcher.VM 2011 guld.
Pihlström är främst känd för sin skridskoåkning samt för sina tacklingar. 